# 鹿儿岛国际大学短期大学部
鹿儿岛国际大学短期大学部（日语：／ Kagoshima Kokusai Daigaku Tanki Daigakubu *），简称鹿児短（かごたん），是過去一所位于日本鹿儿岛县鹿儿岛市的私立短期大学。

## 概要

### 简介
- 学校最早可以追溯到1923年[1]。短期大学为于1960年开办[2]、由学校法人津曲学园经营。开始招収男学生从2001年、招生到2012年[3]。

### 历史
- 1967年 鹿儿岛短期大学成立并同时设置两个专攻（教养学科和音乐科）[2]。
- 1969年 两个专攻（教养专攻、音乐专攻）成立于专科[2]。
- 1970年 儿童教育学科成立[2]。
- 1976年 音乐科分离为三个专攻（器乐专攻、声乐专攻、理论专攻）[4]。
- 1989年 儿童教育专攻于专科成立[2]。
- 1999年 音乐科的三个专攻（器乐专攻、声乐专攻、理论专攻）各自招生最后[4]。
- 2000年 4月儿童教育学科招生最后[4]。教养学科变更为信息文化学科[2]。音乐演奏专攻成立于专科[2]。
- 2001年 改校名为鹿儿岛国际大学短期大学部。迁址至鹿儿岛市坂之上8-34-1。两个专攻（教养专攻、儿童教育专攻）停办[5]。
- 2003年 今年3月31日儿童教育学科正式停办[4]。
- 2009年 音乐科招生最后[4]。
- 2011年 音乐科停办。
- 2012年 短期大学招生最后、次年停止招生[3]。

### 宪章
- 请参看鹿儿岛国际大学短期大学部的标志 （日語） 2014年1月14日阅览。

## 学校环境
- 校区：在鹿儿岛县鹿儿岛市

## 历任校长
- 津曲贞男：第一代短期大学校长[6]。
- 濑地山敏：现在短期大学校长[3]

## 组织

### 学科
- 信息文化学科
- 音乐科[注 1]
  - 器乐专攻[注 2]
  - 声乐专攻[注 2]
  - 理论专攻[注 2]
- 儿童教育学科[注 3]

### 专科
| - 教养专攻 - 儿童教育专攻 - 音乐专攻 - 音乐演奏专攻 |

### 业余课程
| - 没有 |

### 附属机关
| - 附属南日本文化研究所：前鹿儿岛短期大学附属成立于1967年 |

## 相关链接
- 日本短期大学列表
- 鹿儿岛商科短期大学：已停办
- 鹿儿岛国际大学：后来校